# Pécharic-et-le-Py
Pecharic-et-le-Py là một xã của Pháp, nằm ở tỉnh Aude trong vùng Occitanie. 
Người dân địa phương trong tiếng Pháp gọi là Pecharipyciens.

## Hành chính
| Danh sách các xã trưởng                |           |                      |      |              |
| Giai đoạn                              | Giai đoạn | Tên                  | Đảng | Tư cách      |
|                                        | 1997      | Bernard Marchand     | DVD  |              |
| Juillet 1997                           | 2001      | Joachim "Jacky" Coll | DVG  |              |
| tháng 3 năm 2001                       | 2007      | Olivier Ruel         | DVG  |              |
| décembre 2007                          | 2008      | Solange Tisseyre     |      | phó thứ nhất |
| tháng 3 năm 2008                       | 2014      | Floréal Soler        | PS   |              |
| Tất cả các dữ liệu trước đây không rõ. |           |                      |      |              |

## Thông tin nhân khẩu
| Năm | 1962 | 1968 | 1975 | 1982 | 1990 | 1999 |
| --- | ---- | ---- | ---- | ---- | ---- | ---- |
| Dân số | 8    | 32   | 23   | 21   | 30   | 31   |
| From the year 1968 on: No double counting—residents of multiple communes (e.g. students and military personnel) are counted only once. |      |      |      |      |      |      |